# Vas octogonal (Tezaurul de la Pietroasa)
Vasul octogonal este un obiect component al Tezaurului de la Pietroasa, care este datat în secolul al IV-lea e.n. și a fost descoperit în anul 1837 în județul Buzău, comuna Pietroasele, Dealul Istrița,  de către doi pietrari Ion Lemnaru și Stan Avram. 
Din categoria obiectelor de podoabă din Tezaurul de la Pietroasa, remarcabile sunt vasele poligonale încrustate cu pietre colorate. Pietrele aveau diferite culori, erau subțiri spre plate și ocupau cea mai mare parte a pereților laterali ai vaselor. Preocuparea pe care artiștii care le-au confecționat au dat-o, este elementul de noutate pe care îl aduc aceste obiecte. Similar lor, este colanul elipsoidal și toate cele patru fibule care au rămas din tezaur. Efectele de policromie au fost realizate prin combinarea a două procedee tehnice care s-au folosit simultan:  încrustarea pietrelor în alveole sudate direct pe placă și încrustarea în spații perforate special, pietrele având formă de caboșon sau plate, dispuse compact.
Vasul octogonal și cel dodecagonal, au analogii cu vasele folosite în epoca romană. Având toartele orizontale late, astfel încât fac o prelungire a buzei vaselor, ele sunt cunoscute istoricilor din secolul I e.n. Ele au evoluat ca formă și design, de la cele care fac parte din tezaurul din Hildensheim și Broscoreale (secolul I e.n.) și până la cele descoperite la Ostroviany din Slovacia (secolul al II-lea e.n.). S-au găsit vase din metal de origine greco-romană datate în primele secole al erei noastre, care aveau ca toarte figuri de animale, cu predilecție feline.

## Origini
După cum a rezultat din interogatoriile ce au fost luate în anul 1838 celor care au descoperit tezaurul de la Pietroasa, a reieșit că aceștia au găsit un număr de 22 de obiecte, vase de aur, bijuterii și două inele cu inscripții. Când au fost descoperite, obiectele erau învelite într-o masă neagră de origine necunoscută, probabil un material organic ca pielea sau cârpa cu care au fost acoperite înainte de a fi îngropate. Din cele 22 de piese s-au recuperat doar 12 obiecte. Dintre toate, doar cinci au fost lucrate doar din aur: cana sau ibricul (oenochoe), platoul sau talerul cel mare, frânt în patru, patera sau sinia, cea cu decor în relief cu o statuetă ce ține un pahar în mâini, colanul cu inscripție cu rune gotice și colanul simplu. Celelalte șapte piese: patru fibule, două vase poligonale și un colan, au fost împodobite cu pietre prețioase. Se presupune că cele zece obiecte pierdute au fost patru colane din care două cu pietre prețioase, unul cu inscripție, o fibulă mică presupusă a fi pereche cu cea care s-a păstrat,  o cană similară cu cana oenochoe, o pateră simplă nedecorată și două brățări cu pietre prețioase.
Cele 12 obiecte care au putut fi recuperate, au fost furate în anul 1875 de Dumitru Pantazescu-Popescu din Muzeul de Antichități din București. Ca urmare, colanul cu inscripție a fost tăiat cel puțin în patru bucăți de către argintarul Costache Constantinescu din București, caracterele runice înscrise fiind deteriorate până la a fi indescifrabile. Din fericire, Societatea Arundel a făcut la Londra, cu ceva vreme înaintea furtului, fotografii detaliate ale colanului, astfel încât astăzi, caracterele au putut fi reconstituite cu un grad relativ de exactitate.
Prin faptul că întreagul tezaur prezintă o calitate superioară a meșteșugului cu care au fost realizate obiectele care-l formează, cercetătorii sunt sceptici că acesta ar fi fost confecționat de populația indigenă. În anul 1879 când se înregistra una dintre primele lucrări privitoare la tezaur, Taylor  a speculat ideea că obiectele ar fi o parte din câștigurile pe care goții le-au obținut ca urmare a incursiunilor pe care le făceau în provinciile romane Moesia și Tracia (perioada 238 - 251). Există și o altă teză timpurie pe care a propus-o Alexandru Odobescu în anul 1889, teorie pe care a preluat-o și Constantin C. Giurescu în anul 1976. Aceasta l-a identificat pe Athanaric, regele vizigoților ca proprietar de drept al tezaurului, fiind presupusă dobândirea lui în conflictul pe care Athanaric l-a avut în anul 369 cu Împăratul roman Valens. Catalogul Goldhelm din anul 1994, a adus ipoteza că obiectele componente ale tezaurului ar fi putut fi și cadouri pe care unii conducători germanici le-ar fi primit de la liderii romani.

## Descriere

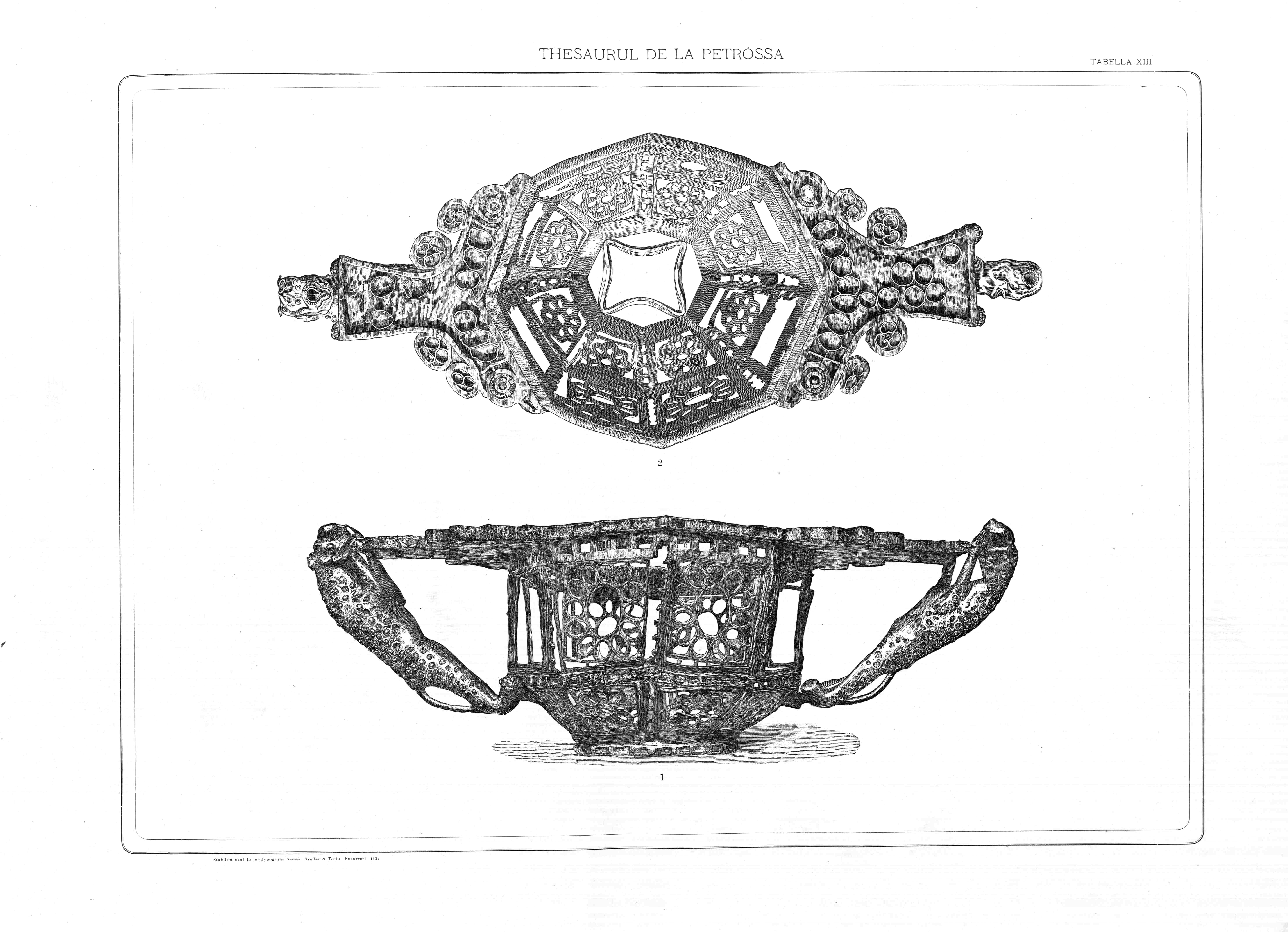
Vasul octogonal (detalii) - de Henric Trenk

Din categoria obiectelor de podoabă din Tezaurul de la Pietroasa, remarcabile sunt vasele poligonale încrustate cu pietre colorate. Pietrele aveau diferite culori, erau subțiri spre plate și ocupau cea mai mare parte a pereților laterali ai vaselor. Preocuparea pe care artiștii care le-au confecționat au dat-o, este elementul de noutate pe care îl aduc aceste obiecte. Similar lor, este colanul elipsoidal și toate cele patru fibule care au rămas din tezaur. Efectele de policromie au fost realizate prin combinarea a două procedee tehnice care s-au folosit simultan:  încrustarea pietrelor în alveole sudate direct pe placă și încrustarea în spații perforate special, pietrele având formă de caboșon sau plate, dispuse compact.
Coșul octogonal, așa cum mai este el denumit, are două toarte zoomorfe de mare originalitate prin tehnica cu care au fost realizate. Splendoarea vasului este relevată de modul cum a fost îmbinat aurul lucrat în tehnica numită à jour și de transparența pietrelor colorate cu care a fost împodobit. Vasul octogonal ca și cel dodecagonal a avut foarte mult de suferit în urma deteriorărilor la care a fost supus. Amândouă au fost lovite cu toporul și majoritatea pietrelor au căzut și ramele ce formau scheletul au fost turtite și sfărâmate, multe din ele rămânând pierdute pentru totdeauna.

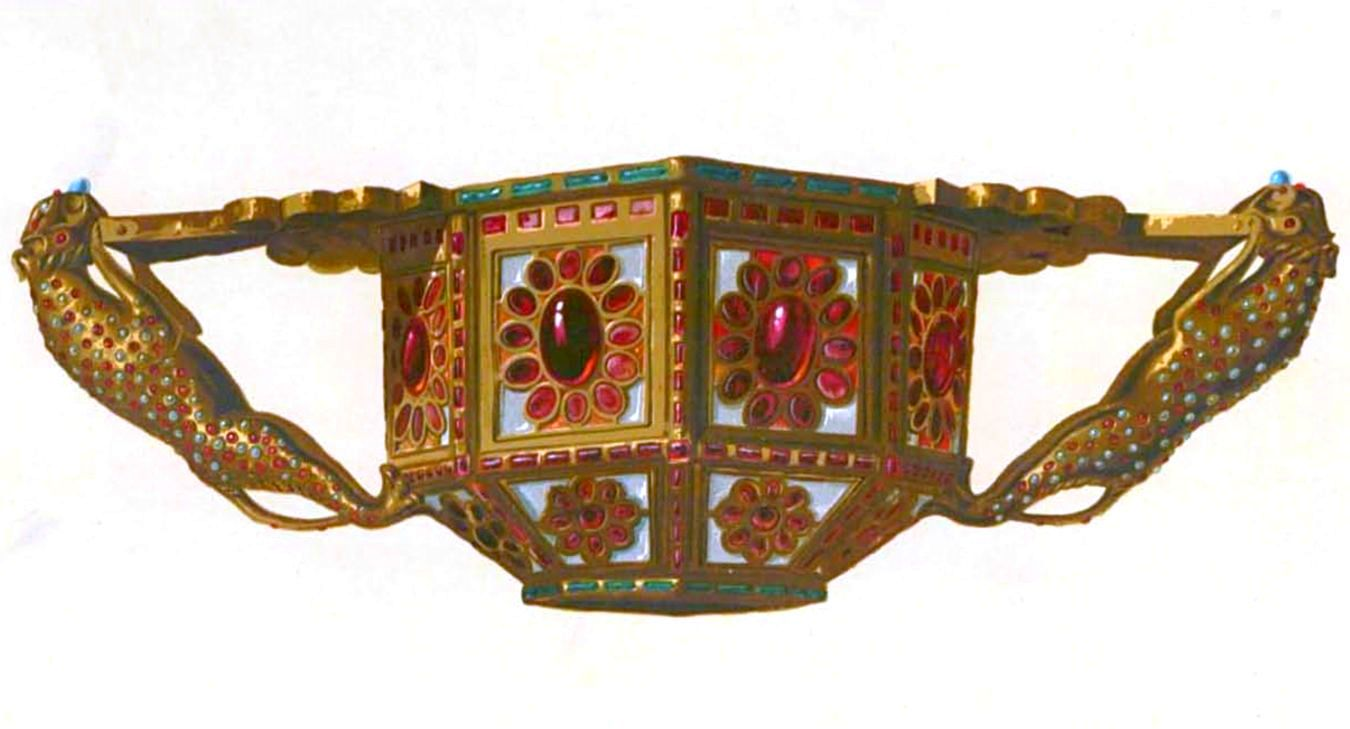
Vasul octogonal - reconstituire de Henric Trenk după Alexandru Odobescu

Vasul are o înălțime de 10.5 cm și prezintă opt laturi, de unde și denumirea lui ca fiind octogonal. Cele două rânduri de opt panouri ajurate sunt suprapuse în planuri diferite, formând astfel pereții coșulețului. Fundul, plat cu opt laturi, se sprijină pe o ramă mică, cea care-i dă și conturul. Toartele au fost modelate sub formă de pantere care se sprijină pe muchia vasului cu picioarele din spate. Picioarele din față susțin marginea unor plăci orizontale decupate în formă de coadă de pasăre dispuse pe buza vasului și fixate prin intermediul unor nituri. Tehnica à jour are avantajul de a suprima aspectul de masivitate care se degajă la privirea unei suprafețe netede, compacte. Acest stil permite scoaterea în relief a motivului ornamental, care se bazează pe  transparența și culorile pietrelor, aurul în sine, constituindu-se doar ca linie de contur ce susține decorul.
Panourile care construiesc pereții au rozete formate din opt până la douăsprezece petale din plăci de granate, spațiile dintre ele fiind completate cu cristale de stâncă (cuarț hialin). Ramele care unesc panourile erau decupate cu dreptunghiuri ăn care erau fixate granate. Marginea bazei și buza vasului erau dublate cu plăci groase din aur încrustate cu smaralde. Partea superioară a toartelor are plăci orizontale cu alveole în rețea, care erau umplute cu granate. Deoarece pereții alveolelor au fost dezlipiți sau deformați și pietrele erau căzute, multe fiind astăzi pierdute, nu se mai poate reconstitui motivul ornamental original. Faptul că astăzi mai există o granată mică, fixată la locul ei, ce are gravat pe ea cercuri concentrice, arată că pietrele aveau o formă plată. S-au mai păstrat fragmente mici de inele roșii din sticlă răsucită în alveolele rotunde originale aflate în colțurile plăcii.
Din cele două pantere care formau parte de jos a toartelor, s-a păstrat doar una întreagă, cealaltă a fost supusă procesului de restaurare. Petele specifice pe care panterele le au în realitate, au fost realizate prin încustrarea de granate mici sub formă de caboșon, perle europene sau sidef. În gurile panterelor erau țintuite pietre albastre, probabil safire.

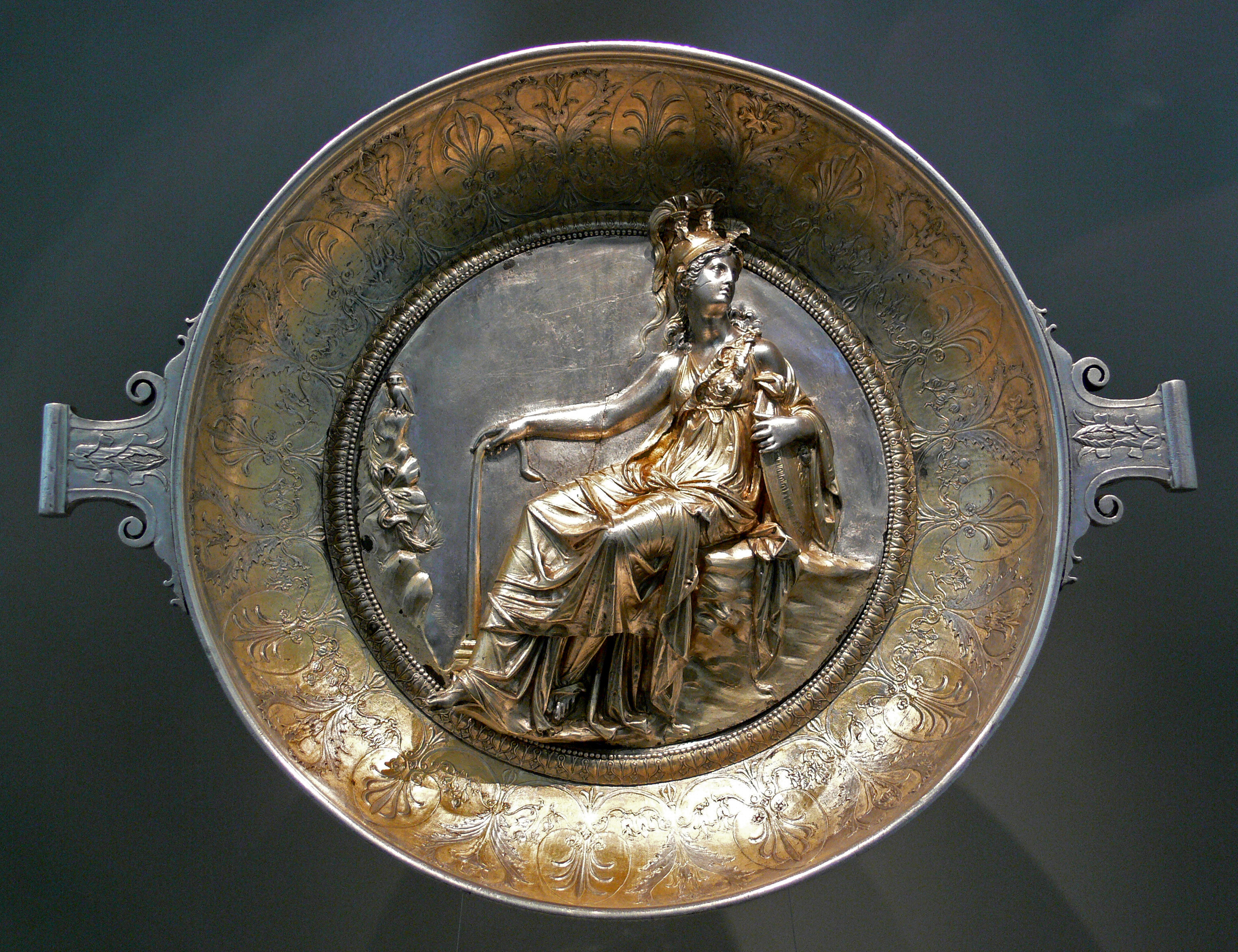
Vas din Tezaurul de la Hildensheim
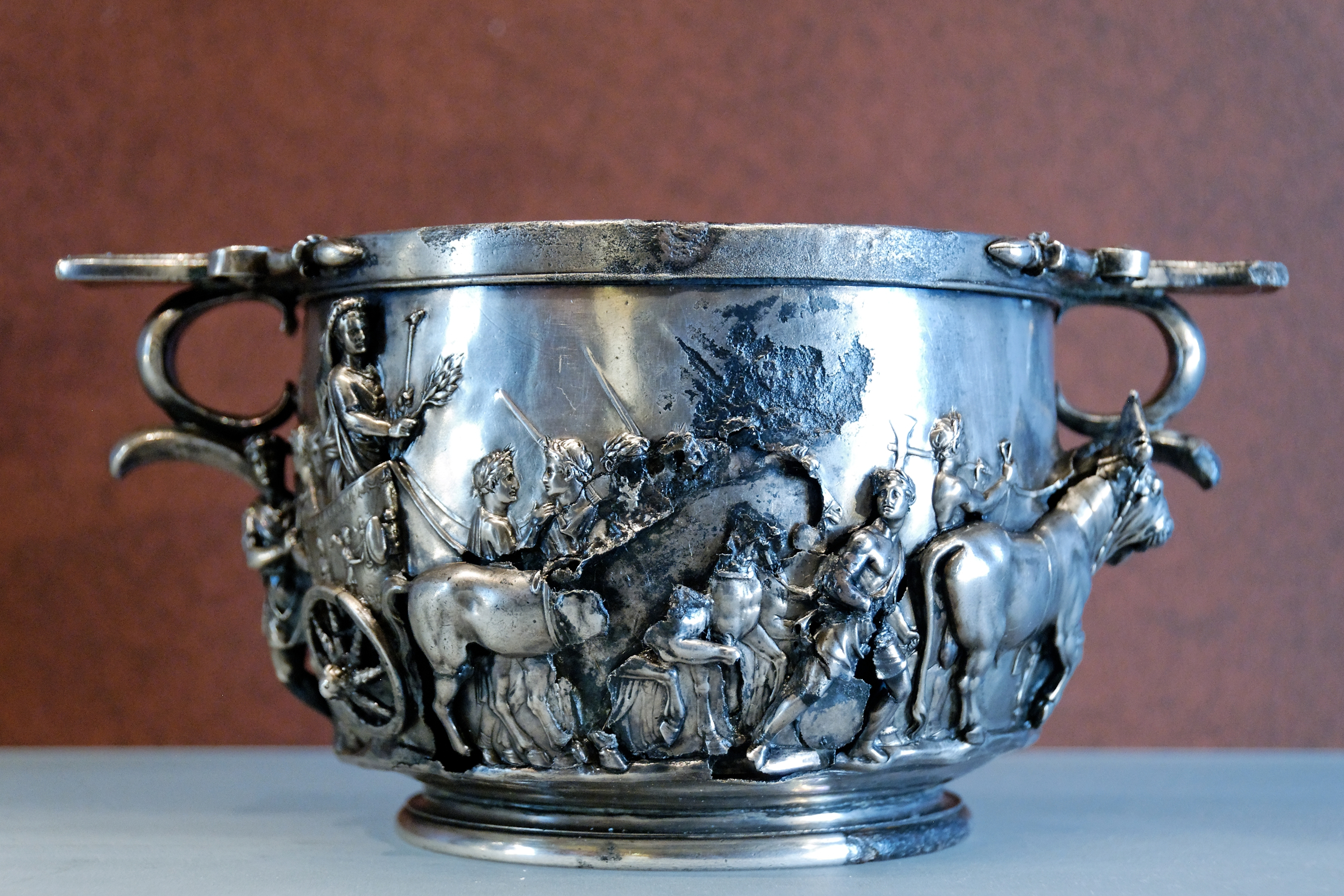
Vas din Tezaurul de la Boscoreale
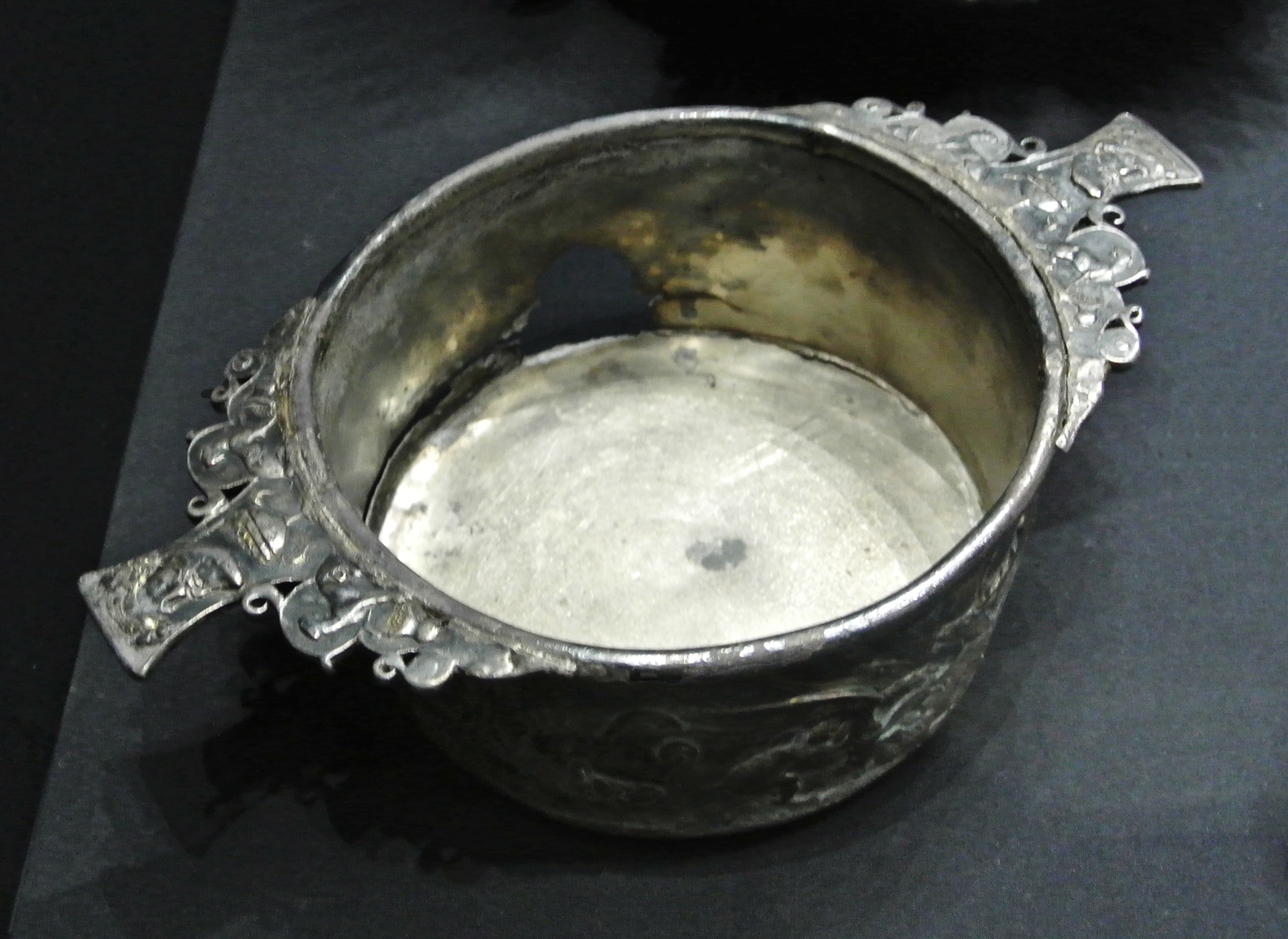
Vasul din Tezaurul de la Ostroviany

Vasul octogonal și cel dodecagonal, au analogii cu vasele folosite în epoca romană. Având toartele orizontale late, astfel încât fac o prelungire a buzei vaselor, ele sunt cunoscute istoricilor din secolul I e.n. Ele au evoluat ca formă și design, de la cele care fac parte din tezaurul din Hildensheim și Broscoreale (secolul I e.n.) și până la la cele descoperite la Ostroviany din Slovacia (secolul al II-lea e.n.). S-au găsit vase din metal de origine greco-romană datate în primele secole al erei noastre, care aveau ca toarte figuri de animale, cu predilecție feline.

## Caracteristici tehnice
Vas octogonal din aur, cu pereții alcătuiți din 2 rânduri de câte 8 panouri ajurate suprapuse, unul în plan oblic, celălalt vertical. Toarte în formă de pantere, una reconstituită cu metal comun, cealaltă cu spatele ornamentat cu almandine cabochon, sprijinite cu picioarele posterioare de panourile oblice și cu cele anterioare de marginea unor plăci orizontale decupate în formă de coadă de pasăre și decorate cloisonné. Fund ajurat cu rama octogonală. Piesa este ornamentată cu casete în care se mai păstrează 211 pietre în total, dintre care: - 7 pietre verzi turmaline (5 baghete și 2 fragmente) în inelul bazal, de cca 7,50 kt în total; - 5 almandine și granate (4 plate și 1 cabochon) în panourile trapezoidale, de cca 3,00 kt în total; - 4 almandine și granate în ramele dreptunghiulare, de cca 2,00 kt în total; - 26 almandine și granate (20 fragmente, 3 plate și 3 baghete) în panourile dreptunghiulare cu rozete mari, de cca 8,00 kt în total; - 7 almandine și granate în octaedrul superior, de cca 3,00 kt în total; - 3 fragmente turmaline pe buza vasului, de cca 0,50 kt în total; - 27 almandine și granate (întregi și fragmente) pe plăcile orizontale, de cca 8,00 kt în total; - 132 pietre dintre care: 122 almandine și granate de cca 14,00 kt în total și 10 fragmente perle pe pantera din argint de cca 0,50 kt în total.